# Nancy Fried
 (novembre 2018).
Nancy Fried, née en 1945, est une sculptrice, peintre et artiste féministe américaine.

## Biographie
La grande intensité des sculptures en céramique de Nancy Fried se rapporte au vécu de l’artiste. Au milieu des années 1980, Fried a subi la première d’une série d’opérations : mastectomie radicale, puis cystectomie ovarienne bilatérale et appendicectomie.
En 1986, elle commence à produire de petites têtes et torses en terre cuite dans divers états émotionnels extrêmes qui expriment ses réactions face à ses opérations. Dans plusieurs cas, les torses représentent des femmes qui ont subi des mastectomies.
Leur solitude, leur désespoir, leur haine et leur nostalgie sont liés aux sentiments de Fried et représentent une purge cathartique pour l’artiste qui vient de vivre ces premières expériences douloureuses. C’est l’autobiographie qui dirige le travail de Fried. Ces sculptures peuvent être comprises comme les produits d’un deuil avancé, dans lequel l’individu commence à accepter la perte d’une partie de soi. Ses autoportraits en terre cuite rejettent les normes de la beauté idéale imposées par la société au corps féminin.
Fried utilise sa propre expérience de la fragilité de son corps et de sa peur de la mort pour explorer un large éventail d’émotions humaines liées à la perte, à la mort et au deuil. Fried dit qu’elle espère aider à « redéfinir la beauté féminine ».